# 那須町立東陽小学校
那須町立東陽小学校（なすちょうりつ とうようしょうがっこう）は、栃木県那須郡那須町芦野にある公立の小学校。2016年に3小学校を統合して開校した。

## 校歌
- 作詞・作曲 えりのあ[1][2]

## 沿革
特記以外出典
- 2016年（平成28年）4月 芦野小、伊王野小、美野沢小を統合し、芦野小の校舎を暫定利用し那須町立東陽小学校開校
- 2017年（平成29年）10月 同年3月に閉校した東陽中の校舎改修工事が完了し移転、10月27日に移転記念集会[1]

### 旧伊王野小学校
所在地：那須町伊王野1537
- 1873年（明治6年）6月 正福寺を仮校舎に維新館と称し開校。上等下等の小学校を設置
- 1884年（明治17年）1月 新校舎の新築を開始し同年11月に落成
- 1887年（明治20年）4月 伊王野尋常小学校と称し4年制を設置
- 1892年（明治25年）4月 伊王野尋常高等小学校と改称
- 1898年（明治31年）11月 二階建て校舎を増築
- 1914年（大正3年） 2月 1884年建築の校舎を改築
- 1930年（昭和5年）11月 校地を購入し二階建て校舎を新築
- 1931年（昭和6年）7 平屋建て旧校舎を移転改造する。
- 1941年（昭和16年）4月 国民学校令実施により伊王野国民学校と改称
- 1947年（昭和22年）4月 伊王野村立伊王野小学校と改称
- 1949年（昭和29年）11月3日 町村合併により那須町立伊王野小学校と改称
- 1956年（昭和31年）1月 特別校舎竣工
- 1960年（昭和35年）10月15日 伊王野氏居館史跡として学校敷地を町重要文化財に指定[4]。
- 1962年（昭和37年）10月 給食室を新設
- 1963年（昭和38年） 校歌・校旗を制定
- 1970年（昭和45年）8月 プール完成
- 1971年（昭和46年）6月 創立百周年記念式典挙行
- 1978年（昭和53年）4月 新校舎・体育館落成、稲沢小学校を統合
- 1992年（平成4年）5月 枝垂桜の樹勢回復事業を実施
- 1995年（平成7年）2月 プールが新築落成
- 2016年（平成28年）3月31日 閉校

伊王野小学校跡地
- 校舎は耐震基準を満たさないので1995年新築のプールも含めて解体され更地となった[5][6]。

### 旧美野沢小学校
所在地：栃木県那須郡那須町大字蓑沢563-4
- 1873年（明治6年）6月12日 蓑沢源田内の個人宅を借り蓑沢学校を開校
- 1874年（明治7年）5月10日 学校を蓑沢養福院に移転
- 1880年（明治13年）12月23日 大字蓑沢563-4に蓑沢小学校を新築落成
- 1882年（明治15年）3月10日 第20番学区蓑沢小学校と称し、初・中・高等科を置く
- 1885年（明治18年）4月1日 第11番学区蓑沢分教室と改称
- 1887年（明治20年）4月1日 改正令により伊王野尋常小学校蓑沢分教室となる
- 1892年（明治25年）6月1日 蓑沢尋常小学校と改称
- 1913年（大正2年）12月23日 校庭拡張、校舎増築
- 1921年（大正10年）12月13日 伊王野村立農業補修学校蓑沢分教場を設置
- 1939年（昭和14年）9月13日 校旗樹立
- 1940年（昭和15年）11月3日 校舎増築
- 1941年（昭和16年）4月1日 伊王野村立蓑沢国民学校と改称
- 1942年（昭和17年）3月31日 高等科を設置
- 1947年（昭和22年）4月1日 伊王野村立美野沢小学校と改称、伊王野中学校分教室1･2年を置く
- 1963年（昭和28年）3月31日 伊王野中学校分教室廃止
- 1954年（昭和29）
  - 2月25日 二階建校舎新築し東校舎移転
  - 11月3日 町村合併により那須町立美野沢小学校と改称
- 1965年（昭和40年）11月24日 完全給食開始
- 1985年（昭和60年）2月12日 校舎建築に伴う校庭拡張工事完了
- 1986年（昭和61年）
  - 2月 3階建て新校舎と平屋建て給食室竣工[7]
  - 3月4日 美野沢小学校校旗樹立
- 1989年（平成元年）11月30日 屋内プール落成
- 2000年（平成12年）2月29日 水道を町営化
- 2003年（平成15年）8月29日 保健室にエアコン設置
- 2012年（平成24年）6月7日 1年生から6年生用の普通教室に扇風機を各2台設置
- 2016年（平成28年）3月31日 閉校

### 旧芦野小学校
所在地：栃木県那須郡那須町芦野2165
- 1873年（明治6年）5月20日 芦野宿揚源寺を仮校舎とし、拾六番小学亮道館として開校
- 年月不詳 第3大区10小区那須郡芦野宿芦野学校と改称
- 1887年（明治20年）5月 第十番学区芦野尋常小学校と改称
- 1888年（明治21年）12月10日 御殿山高地を敷地として、西洋風二階建て校舎を落成
- 1893年（明治26年）1月 栃木県那須郡芦野尋常高等小学校と改称
- 1926年（大正14年）4月30日 愛宕山麓に二階建て校舎を新築落成
- 1941年（昭和16年）4月1日 芦野町立芦野国民学校と改称
- 1947年（昭和22年）4月1日 芦野町立芦野小学校と改称
- 1954年（昭和29年）11月3日 町村合併により那須町立芦野小学校と改称
- 1978年（昭和53年）
  - 3月10日 現在地に鉄筋コンクリート三階建て校舎を竣工
  - 4月1日 那須町立寄居小学校と統合
- 1991年（平成3年）11月21日 屋内プール（694㎡）竣工
- 1997年（平成9年）3月5日 屋内運動場改築落成
- 2016年（平成28年）3月31日 閉校

芦野小学校跡地
- 校舎は前述の通り2017年10月まで東陽小学校校舎として使用された後、現在は特別養護老人ホームが使用している[8]。

## 通学区域と進学先中学校
- 出典“小・中学校通学区域”.   那須町. 2024年9月19日閲覧。
- 通学区域は、下町、上町、上郷、大和須、睦家、梁瀬、沼野井、稲沢、東岩崎、梓、蓑沢、大畑、法師畑の一部（菖蒲沢）、下芦野、唐木田、上野町、川原町、仲町上、仲町中、仲町下、横町上、横町下、新道、芦野団地、新町上、新町下、大ヶ谷、峯岸、板屋、高瀬、寄居本郷、三ヶ村、豆沢、明神、山中、寄居大久保、白井、吉ノ目、西坂、黒川、中の川、大平（大字芦野地番）
- 進学先中学校は 那須町立那須中央中学校である。

## 交通
- JR東日本 東北本線 黒田原駅より関東自動車 伊王野線 「東陽小学校前」バス停下車

## 周辺
- 堂の下の岩観音
- 道の駅東山道伊王野